# Альберт Наматьїра
Альберт Наматьї́ра, Наматжира (англ. Albert Namatjira; уроджений Елеа Наматьїра (англ. Elea Namatjira); нар. 28 липня 1902, Германсберг — пом. 8 серпня 1959, Аліс-Спрингс) — австралійський живописець-абориген із племені аранда.

## Біографія
Народився 28 серпня 1902 року в Германсбезі, неподалік від міста Аліс-Спрингс. Працював погоничем верблюдів. Художник з Мельбурна Р. Баттербі став його навчати малювання. Картини став писати близько 1935 року. У 1938 році в Мельбурні, з великим успіхом пройшла перша виставка. Всі картини були продані. Не менший успіх супроводжував його акварелі в Сіднеї і Аделаїді. Наступні десять років багато працював, і його слава поширилася далеко за межі Австралії. Про нього заговорили в Англії та Америці. У 1953 році був в числі найбільш шанованих австралійців, яким було доручено зустрічати королеву Єлизавету II в Австралії. Ознайомившись з роботами талановитого аборигена королева нагородила його медаллю.
Незважаючи на багатство і визнання Альберт Наматьїра не був громадянином Австралії, а негромадянам заборонено було купувати землю і будувати будинки. Були звинувачення, в'язниця (два місяці). Художник пристрастився до алкоголю. Впав у депресію, перестав малювати і незабаром помер в Аліс-Спрингс 8 серпня 1959 року.

## Творчість
Представник школи реалістичного акварельного пейзажу, створеної у племені аранда. Писав барвисті, піднесено-епічні види рідної землі. У подібному стилі почали писати і його сини, а також брати Парерултья та інші сімейства цього племені, у результаті чого народилася самобутня школа пейзажного живопису.
Акварельні пейзажі:
- «Евкаліпт у Палм-Валлі» (1942, приватне зібрання);
- «Старий евкаліпт» (1943, приватне зібрання).

Роботи художника зустрічаються в найбільших музеях світу.

## Наматьїра та Україна
Альберт Наматьїра близько товаришував із українським художником, Володимиром Савчаком. Завдяки знайомства останнього з кінорежисером Ярославом Кулиничем, Наматьїра потрапив до документального фільму "З Камерою по Австралії", зафільмованого Кулиничем у 1959, за два тижні до смерті австралійського художника.

## Вшанування пам'яті
На честь художника названо астероїд — 13298 Наматьїра.